# جان تیلور دیسموکس
جان تیلور دیسموکس (به انگلیسی: John Taylor Dismukes) هنرمندی است که آثار وی در رسانه‌های مختلف منتشر شده‌است.

## زندگی‌نامه
جان تیلور دیسموکز کار خود را به عنوان طراح عکس برای مجله‌ها و روزنامه‌ها در شهری از هالیوود، یعنی کالیفرنیا آغاز کرد. دیسموکز شرکت JTD و همکاران را در سال ۱۹۸۵ تأسیس کرده بود. این شرکت زمانی تأسیس شد که فناوری کامپیوتر شروع به تصرف این صنعت کرد.
جان تیلور دیسموکز هنر خود را از طریق مؤسسه ای که مشهور است به مرکز دانشکده طراحی هنر که در پاسادنای کالیفرنیا واقع شده‌است، فرا گرفت.

## آثار
از نقاشی‌های او به عنوان جلد آلبوم ضبط، پوستر فیلم، و جلد رمان گرافیکی استفاده شده‌است. کارهای وی همچنین شامل تصویربرداری رایانه ای دو بعدی و سه بعدی است.